# Absurdno

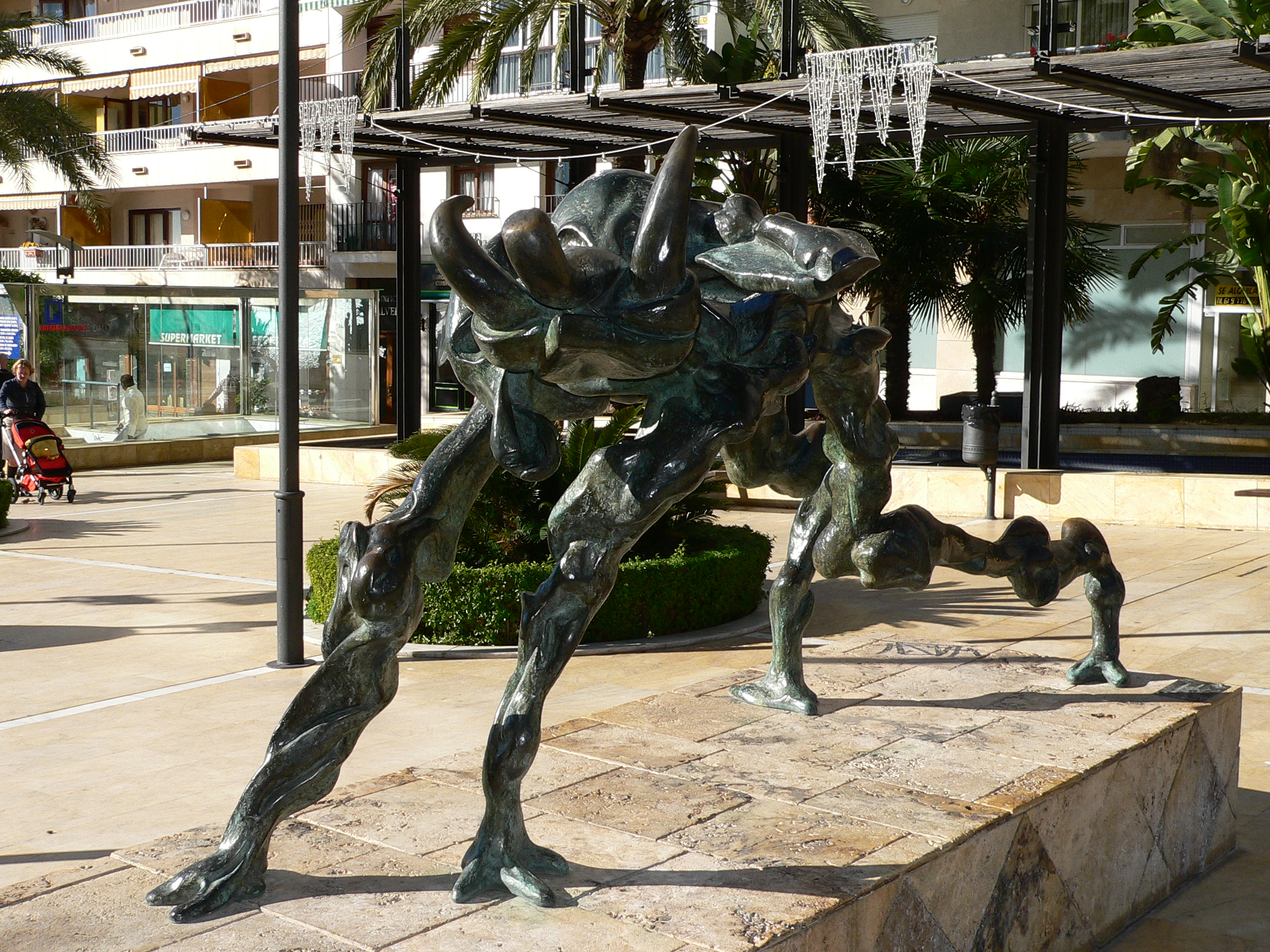
S. Dalí, Kosmický slon

Absurdní (z lat. ab-surdus, nelibozvučný, nesmyslný, skřípavý, nehrající, nevhodný) označuje původně věci, které „neladí“ a nedávají smysl, jelikož jsou v rozporu s empirickými fakty nebo se zdravým rozumem – absurdity. Jako absurdní se považuje i umístění věci, kam nepatří (např. pohovka uprostřed louky) nebo zařazení věci tam, kam nesedí (kočka kojící štěně).
Odtud v literatuře a filozofii 20. století pojem absurdno jako označení pro určitou stránku společnosti nebo dokonce světa, která nedává smysl a odporuje rozumu.
Jsoucno je tedy do budoucna naprostým zbytečnem a již zastávaný názor absurdistů o činění, jež do budoucna nebude mít žádnou váhu je rozšířeno i v několika dalších směrech. Zkrátka činíme, konáme přesto že víme, že je to k ničemu, čili absurdní.
,,Měl bych si dát šálek kávy, či zemřít?”

## Historie
Pojem má v západní filozofii dlouhou tradici, která se odvozuje od výroku – Credo quia absurdum (Věřím, protože je to absurdní), který se někdy neprávem připisuje křesťanskému filozofovi Quintu Septimu Tertullianovi. Originální citát Tertuliana ale pochází z jeho díla O Kristově těle a zni: „Syn boží zemřel; je to hodno víry, protože to je pošetilé. Když byl pohřben, vstal z mrtvých; je to jisté, protože to je nemožné.“ Na Tertuliana později navazuje dánský myslitel Sören Kierkegaard, pro kterého je křesťanská víra založená na víře v absolutní paradox.
Až do 19. století ale bývá „absurdní“ označení odmítavé, pejorativní; na tom je též založena myšlenka „reductio ad absurdum“ čili důkaz sporem. Ačkoli jisté pochopení pro podivné, zarážející i odporné věci připravil už manýrismus 16. století, teprve romantismus v nich začal nacházet hlubší zalíbení: zříceniny, chatrče, zrůdy mohou v divákovi vyvolávat hluboké city a sentiment.
Celkové pochybnosti o tom, že by celek společnosti a světa byl výrazem určitého dobrého nebo rozumného řádu, a tušení, že naopak lidská společnost je spíše ne-řád, začínají už v 19. století se ztrátou náboženské víry (Sören Kierkegaard, Arthur Schopenhauer). Po první a zejména po druhé světové válce se mezi umělci, filozofy i vzdělanci vůbec rozšířil nihilismus a pocit nesmyslnosti lidského života, podporovaný rostoucí složitostí a tím i nesrozumitelností a neprůhledností společnosti, veřejného života a jeho institucí. Jedním z jeho prvních projevů byly spisy Franze Kafky, později surrealismus a různé radikálně revoluční ideologie.

## Absurdní literatura a divadlo
Vnímavé lidi druhé poloviny 20. století hluboce zasáhlo zklamání, vyvolané zhroucením představy obecného pokroku i tím, jak se revoluční ideologie samy zdiskreditovaly. Nic na světě nedává smysl a jednotlivec se musí spokojit s konstatováním absurdity, skutečnosti jako „chuchvalce náhod“ (Albert Camus). Člověku, který je „odsouzen ke svobodě“ (Jean-Paul Sartre), nezbývá než postavit se čelem proti nesmyslné, bezcílné skutečnosti společenské i přírodní a soustředit se na vlastní vnitřní zkušenost (existencialismus). „Bouřím se, a tedy jsme“ (Je me révolte, donc nous sommes), napsal paradoxně A. Camus v knize „Vzbouřený člověk“, kde se snaží ukázat, že aspoň lidská solidarita má smysl.
| „          | Absurdno má smysl jen potud, pokud se s ním člověk nesmíří. | “ |
| — A. Camus |                                                             |   |

Absurdní divadlo 20. století (Alfred Jarry, Samuel Beckett, Eugene Ionesco, Václav Havel) se k této zkušenosti staví méně pateticky a představuje spíše směšnou a hravou stránku absurdit lidské společnosti. Pohled absurdní literatury a divadla silně ovlivnil postmoderní myšlení, které se snažilo vykřesat smysl například pomocí ironie (Richard Rorty).

## Absurdismus
Absurdismus je filozofická teorie, že vesmír je iracionální a nesmyslný. Uvádí, že snaha najít smysl života vede lidi do konfliktu se světem. Tento konflikt může být mezi racionálním člověkem a iracionálním vesmírem, mezi záměrem a výsledkem nebo mezi subjektivním hodnocením a objektivní hodnotou, ale přesná definice tohoto termínu je sporná. Absurdismus tvrdí, že svět jako celek je absurdní. V tomto ohledu se liší od méně globální teze, že některé konkrétní situace, osoby nebo fáze života jsou absurdní.

## Absurdita v sociologii
Pocit celkového rozpadu lidského světa a ztráty smyslu si všímá i moderní sociologie, například v díle polského sociologa Z. Baumanna, podle něhož typické postavy moderní společnosti jsou třeba tulák, turista nebo čumil, tedy lidé, kteří ve společnosti sice žijí, ale příliš se jí neúčastní.
Jiní autoři (Georg Simmel, Raymond Aron, Ralf Dahrendorf) ovšem zdůrazňují, že pocit absurdnosti plyne jednak z extrémní dělby činností, kdy na jednotlivé lidi připadají úkony tak malé, že nemohou dávat smysl, jednak z rostoucí složitosti společenského života, který už nikdo nedokáže souhrnně pochopit.

## Absurdistán
Koncem 20. století vzniklo slovo Absurdistán, zejména jako označení postkomunistických společností. Poprvé je v tištěné podobě doloženo v německém politologickém textu publikovaném v Mnichově roku 1971. Později jej zpopularizoval zejména Václav Havel. V anglojazyčném textu je poprvé doloženo 26. srpna 1989 v článku v britském konzervativním týdeníku Spectator, který psal, že Čechoslováci nazývají svoji zemi Absurdistánem, protože tamější běžný život připomíná absurdní divadlo. Americká média je v letech 1989 a 1990 použila v souvislosti s Československem i Sovětským svazem. Od 90. let se již objevovalo v řadě písní, filmů, knih.